# Tarucus plinius
Tarucus plinius är en fjärilsart som beskrevs av Fabricius 1793. Tarucus plinius ingår i släktet Tarucus och familjen juvelvingar. Inga underarter finns listade i Catalogue of Life.

## Bildgalleri

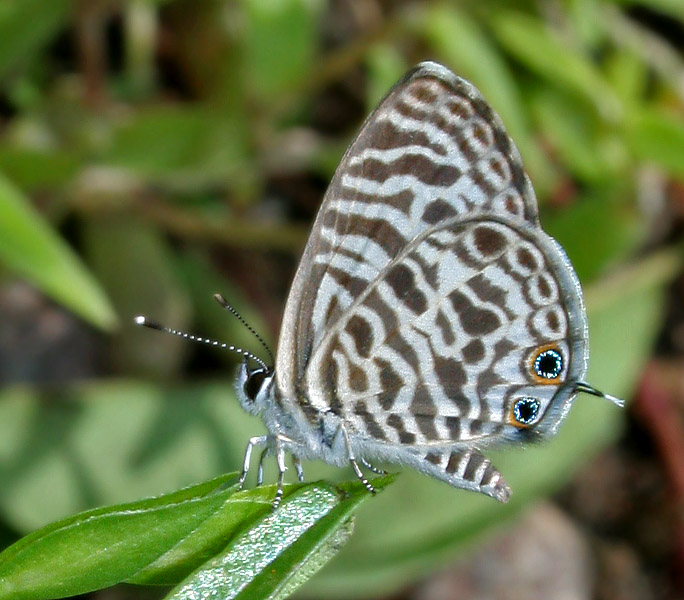
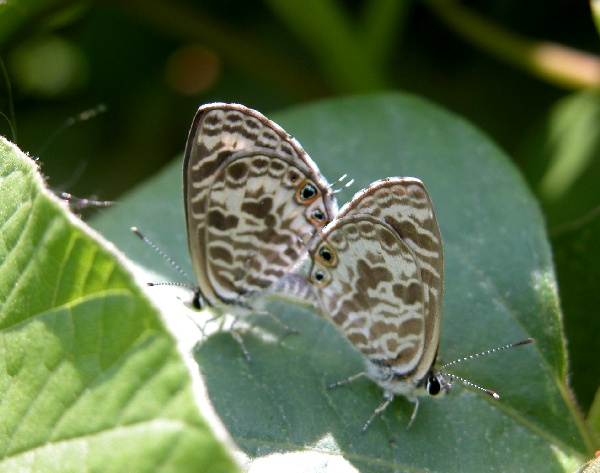
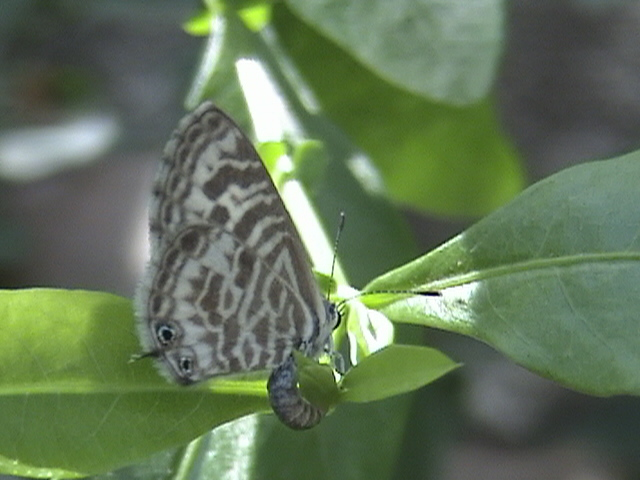
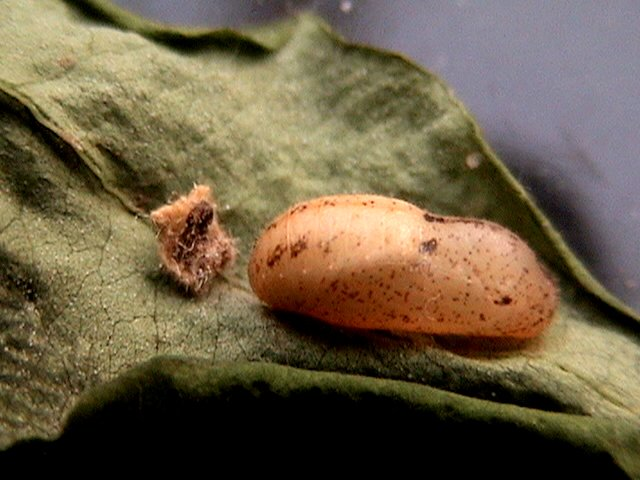
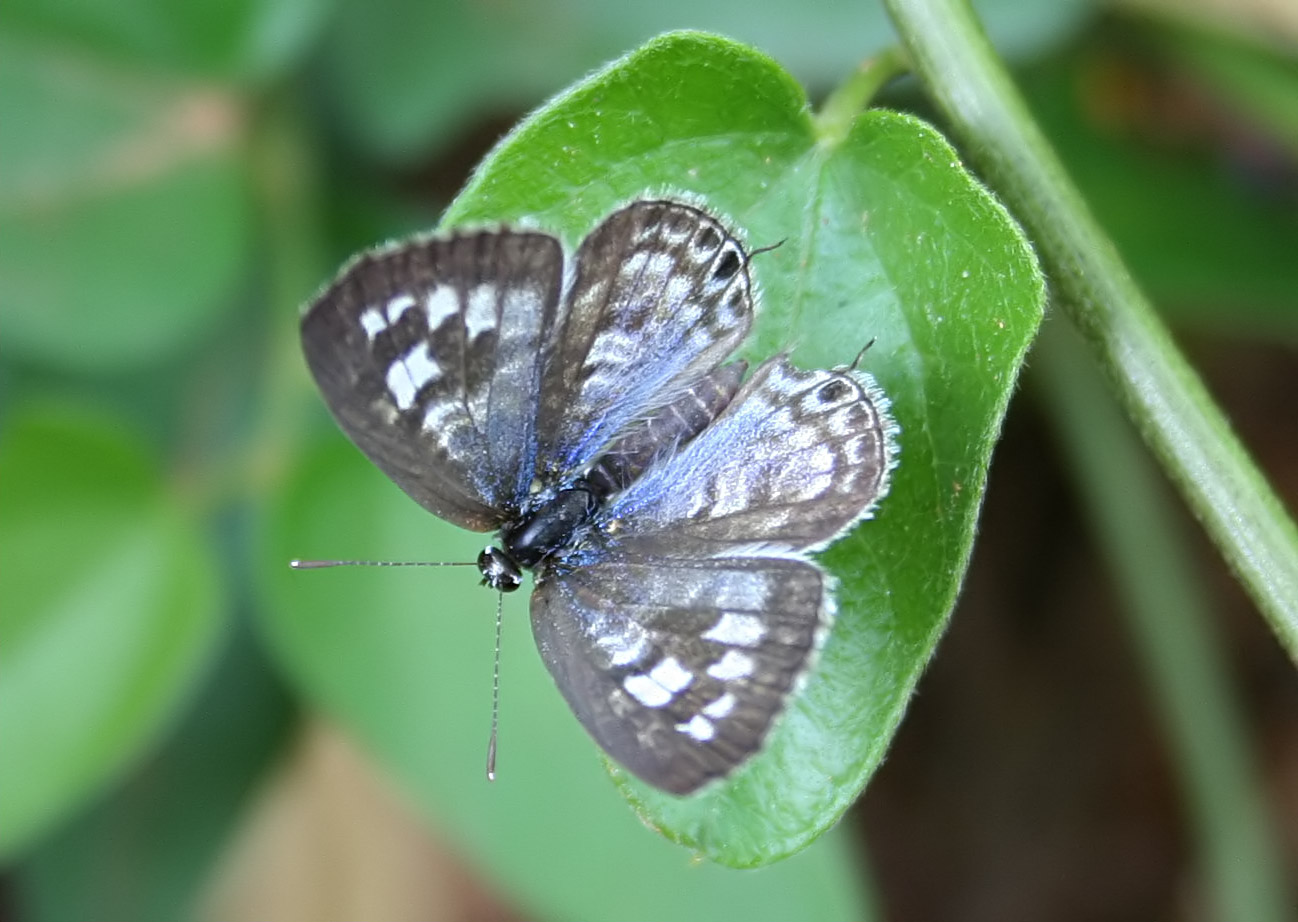
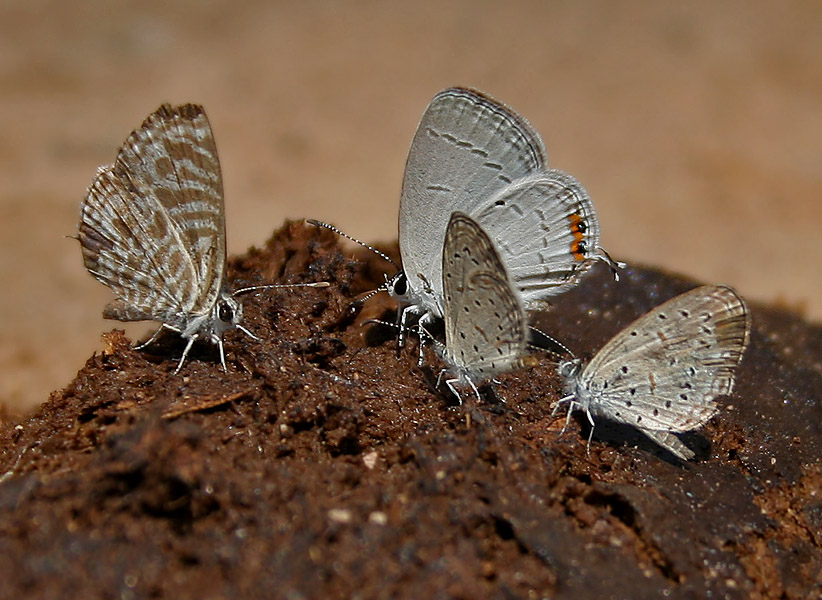